# Gastronomía de Berlín

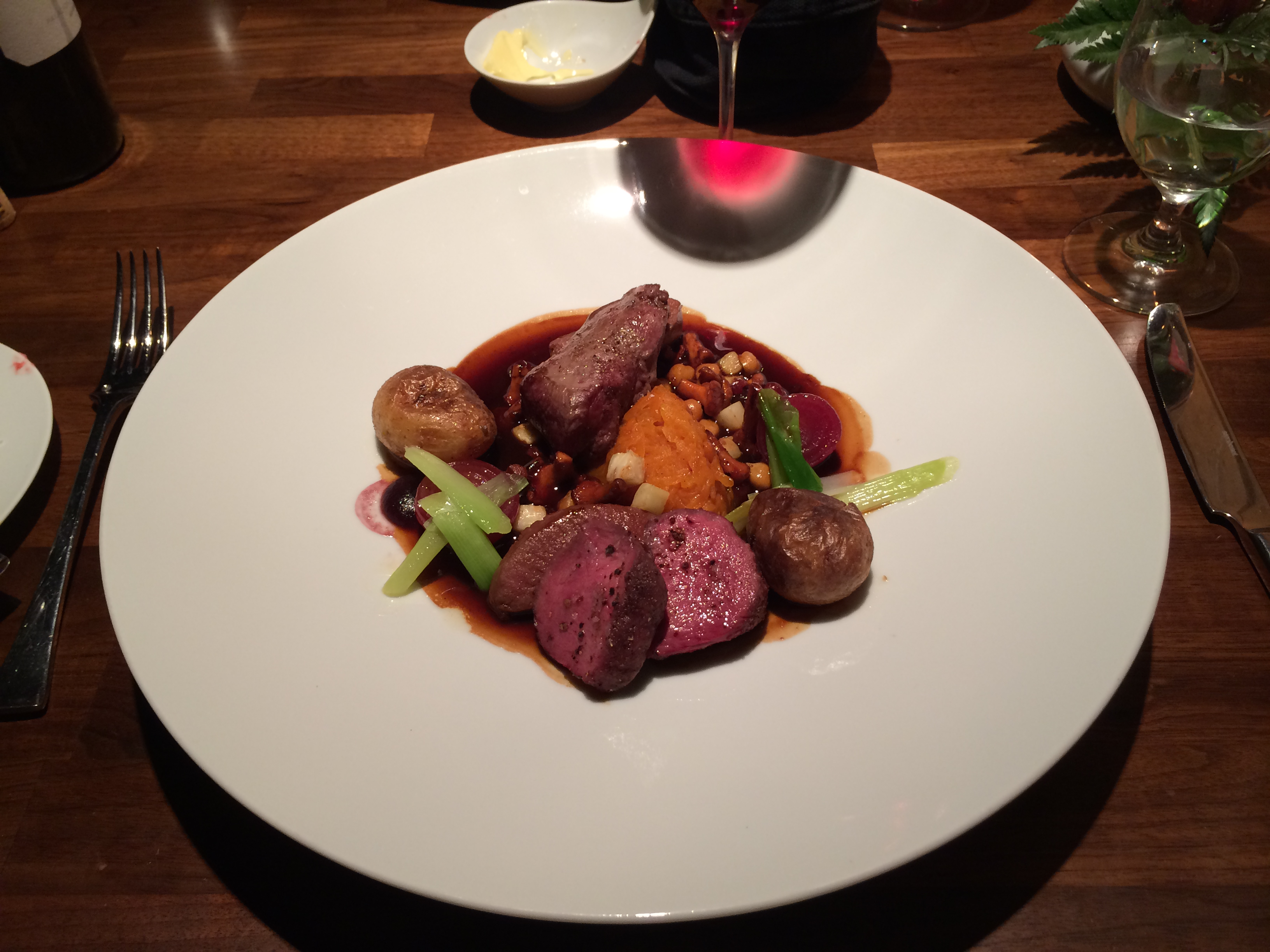
Plato de venado

La gastronomía de Berlín es considerada simple, tiene las fuentes de la construcción de los platos en las raíces campesinas, el mayor valor de la cocina berlinesa se centra más en hartar al comensal con abundantes platos que en refinar con delicados aromas y sabores. La cocina tradicional está fuertemente influenciada por las cocina de Brandenbugo, Bohemia, este de Prusia, así como de los Hugonotes procedentes de Francia. 
Los ingredientes típicos en la cocina berlinesa son: carne de cerdo, ganso y pescado blanco como el sander, la anguila y el lucio. En el terreno de las verduras están las coles, las legumbres como por ejemplo los guisantes, las lentejas, los nabos y las judías, los pepinos y como no: patatas (Sempiternas en toda la cocina alemana).

## Historia

### 1700-1900
Berlín era ya una ciudad grande en los siglos XVIII y XIX; debe considerarse que no sólo era una ciudad cosmopolita sino que era una ciudad de paso llena de viajantes de todas partes de Europa. De esta forma, la gastronomía de la ciudad ha ido tomando influencias de las diferentes culturas y religiones que han ido pasando por ella. Es de mencionar como los calvinistas en el siglo XVII importaron a las costumbres culinarias de la ciudad ingredientes tales como las coliflores, los espárragos, los guisantes y las judías verdes, así como los pequeños nabos de Teltower (una variedad típica de las zonas agricultoras de Teltow).
Es de resaltar que en el siglo XVII, durante el reinado de Federico II el Grande, hubo un crecimiento del consumo de la patatas en Alemania debido a leyes proteccionistas acerca de los agricultores de este tubérculo. Otras contribuciones de este gobernante a la cocina alemana fue un curioso decreto sobre el consumo de sal procedente de las salinas de Magdeburgo, Halle y Schönebeck que hicieron en Berlín famoso el Salzgurke (pepinillo salado) (denominado en la ciudad como "Saure Gurke" o pepinillo ácido) así como los Rollmops.

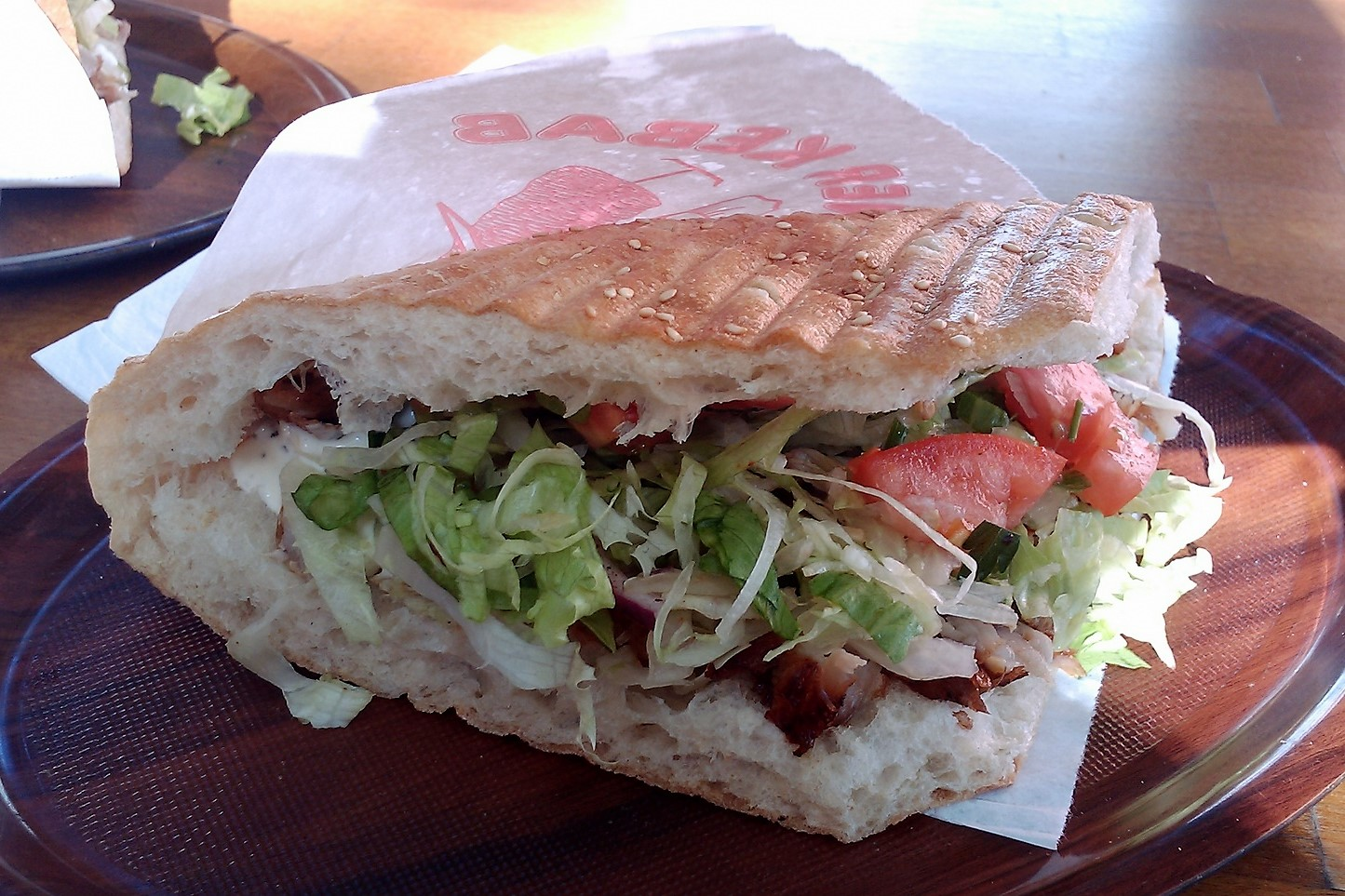
Döner

### 1900-2020
Ya en la época moderna la ciudad se hizo famosa, ya que el 4 de septiembre de 1949 (la fecha es objeto de controversia) se descubre en una de las calles de Berlín la hoy en día popular salchicha currywurst gracias a Herta Heuwer, que fue la primera persona que ideó el plato. Hoy en día puede comerse esta salchicha en casi toda Alemania convirtiéndose en un símbolo de la cultura popular.
La comida del Berlín de hoy está fuertemente influenciada por los migrantes de los últimos 70 años. La gastronomía de Berlín es multicultural y está denominada por gastronomías de diferentes países como cocina India, cocina pakistaní e incluso influencias de vecinos europeos como el famoso Wiener schnitzel.

## Comer y beber en Berlín

### Carnes

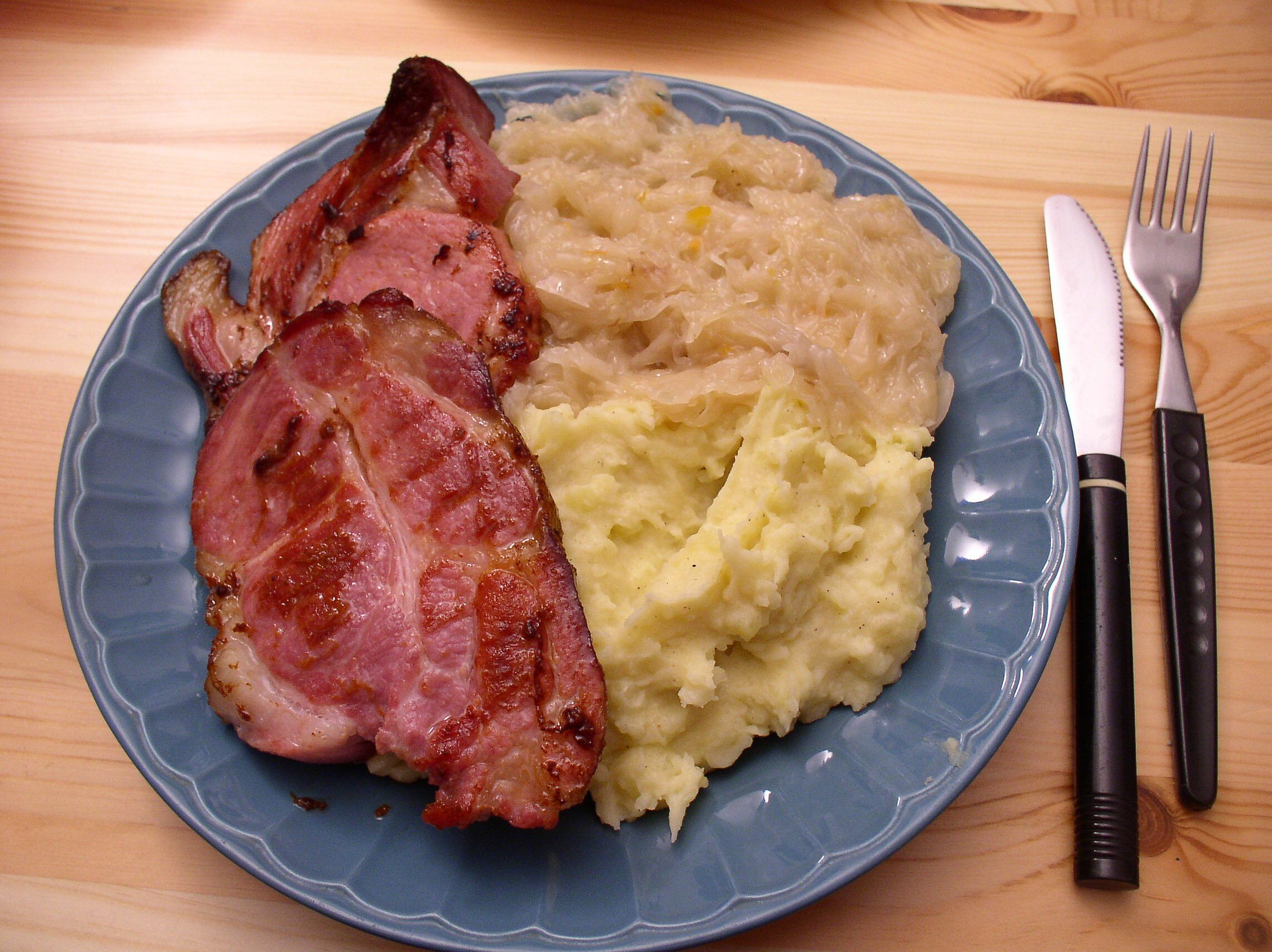
Un Kasseler servido con acompañamiento de chucrut y un poco de puré de patatas

Los platos tradicionales en Berlín son el Kasseler acompañado con sauerkraut, hígado asado con manzana, cebollas puré de patatas no muy fino (Stampfkartoffeln), asado de ganso con col verde acompañado de Klößen. 
Los pequeños platos durante la semana, rápidos de elaborar y caseros (denominados en Berlín "unter der Woche", "a lo largo de la semana") son las patatas con salsas, morcillas y Leberwurst con puré de patatas, Königsberger Klopse una especie de albóndigas con salsa de mostaza, alcaparra y puré de patatas con grumos (Stampfkartoffeln), Buletten, carne picada con forma de la carne de las hamburguesas acompañado de las Kartoffelsalat, mezclas de carne picada de cerdo acompañadas de cebollas, perejil y puré de manzana (Apfelmus).

### Pescados
En la antigüedad existían en los menús pescados procedentes del Havel así como de otros lagos cercanos a Berlín así como la angula verde (Aal grün) con pepinillos en vinagre (Spreewälder Gurken), la perca en salsa de cerveza y lucio asado con ensalada con beicon o con salsa Spreewald. Las carpas, tencas, así como otras variedades encontradas en el río Havel se pueden ver en los platos de pescado de Berlín. Es de resaltar también como pescado el arenque, al igual que en el resto de Alemania, puede elaborarse en innumerables formas.

### Bebidas

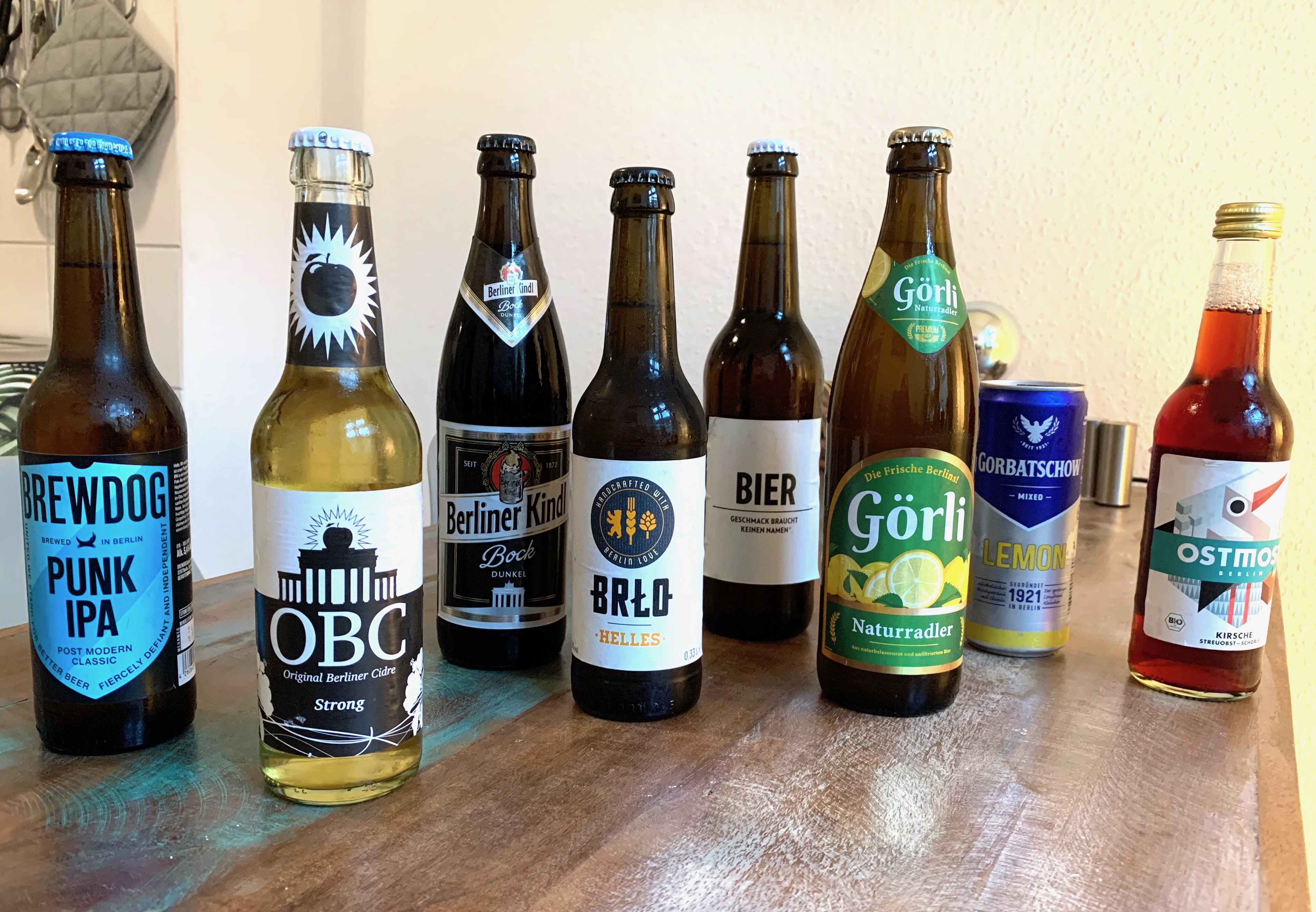
Bebidas de Berlín

En las tabernas de Berlín se puede decir que no existe el concepto de cierre. Existe el concepto Molle que es una cerveza tomada por la mañana a primera hora, en el desayuno. Es de destacar los Rollmops, Brathering, los Buletten, los pepinillos ácidos (saure Gurken) y los huevos cocidos en vinagre (Soleier). 
El Molle es una cerveza pils procedente de las más tradicionales cervecerías de Berlín que se suelen denominar: Engelhardt, Schultheiss y Kindl. Existen también las Bockbiere aunque en las tres últimas décadas su consumo está disminuyendo. 
Los habituales de la cerveza toman su Molle "mit Strippe" (con un aguardiente de trigo), una especialidad de las cervezas de Berlín es la Berliner Weiße.

## Platos típicos
Los platos típicos de Berlín pueden tomarse en los barrios y en las comarcas de alrededor de la ciudad.

### Platos con carnes
- Kasseler con Sauerkraut

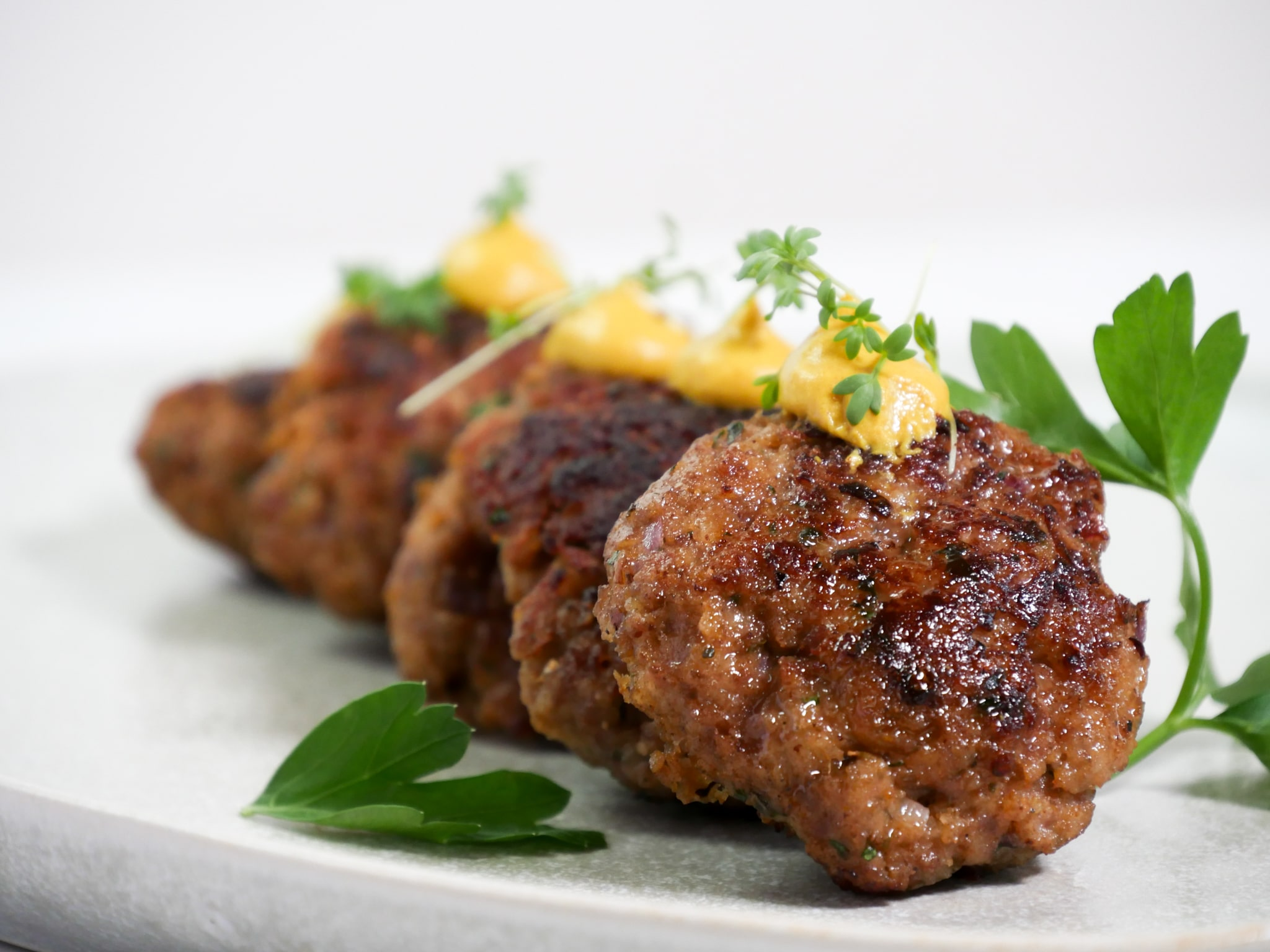
Buletten

- Leber Berliner Art con manzana, cebollas y Kartoffelbrei
- Asado de ganso con col verde y Klößen
- Bollenfleisch
- Schnitzel Holstein
- Königsberger Klopse
- Buletten
- Falscher Hase
- Gepökeltes Eisbein
- Blut und Leberwurst con puré de patatata

### Platos con pescado

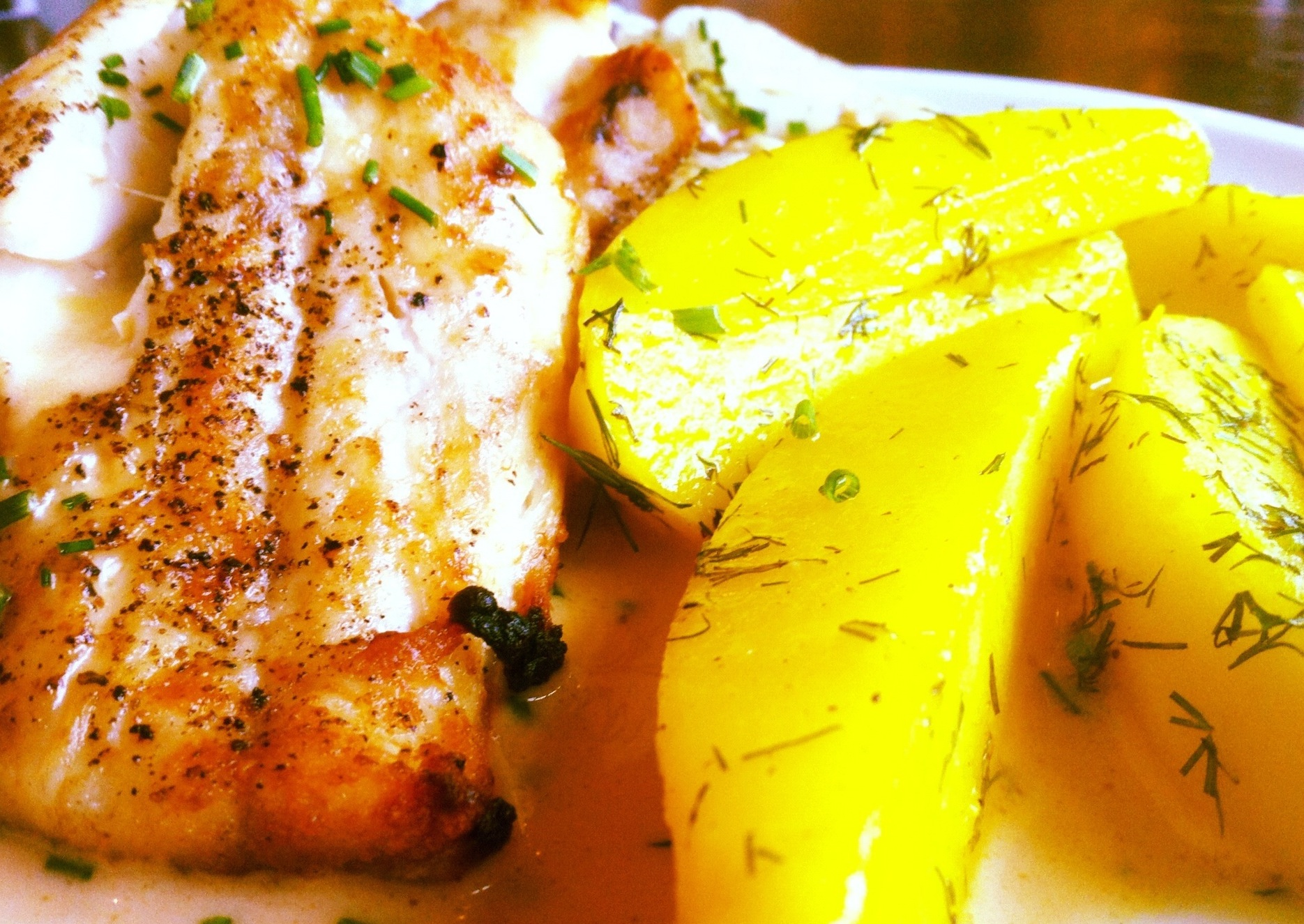
Hecht mit Butterkartoffeln

- Aal grün
- Fischtüfte
- Rollmops y Brathering
- Lucio con salsa Spreewald
- Hecht mit Butterkartoffeln

### Estofados y guisos
- Hoppelpoppel
- Patatas con bacon (Kartoffeln mit Speckstippe)
- Löffelerbsen
- Kartoffelsuppe, sopa de patatas condimentadas con especias y complementadas con diferentes tipos de salchichas de cerdo. Se sirve como potaje típico, especialmente en los días de invierno.
- Espárragos, un producto traído por los migrantes franceses del siglo XVIII. Son especialmente famosos aquellos provenientes de Beelitz, una hermosa ciudad al sudoeste de Berlín.

### Platos rápidos, acompañamientos y bocadillos

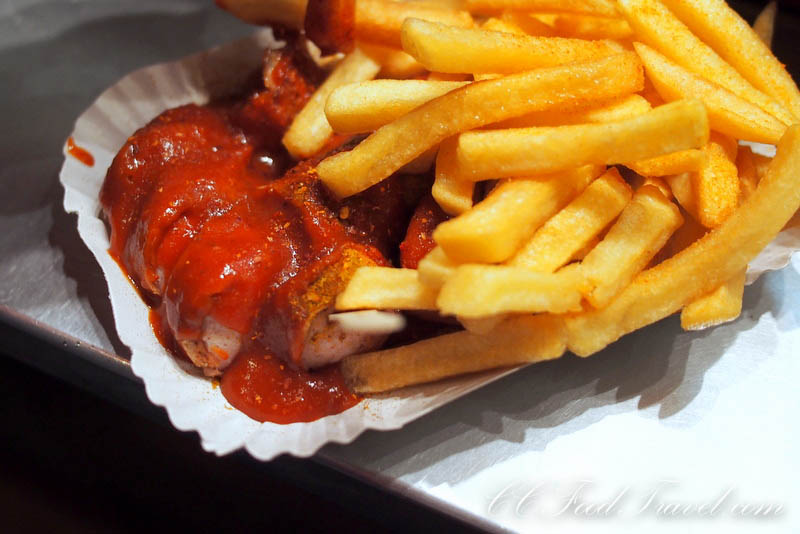
Currywurst, un invento de la ciudad de Berlín.

- Kartoffelpuffer
- Soleier
- Saure Gurken
- Hackepeter
- Bockwurst
- Currywurst
- Strammer Max

### Postres
- Berliner Luft

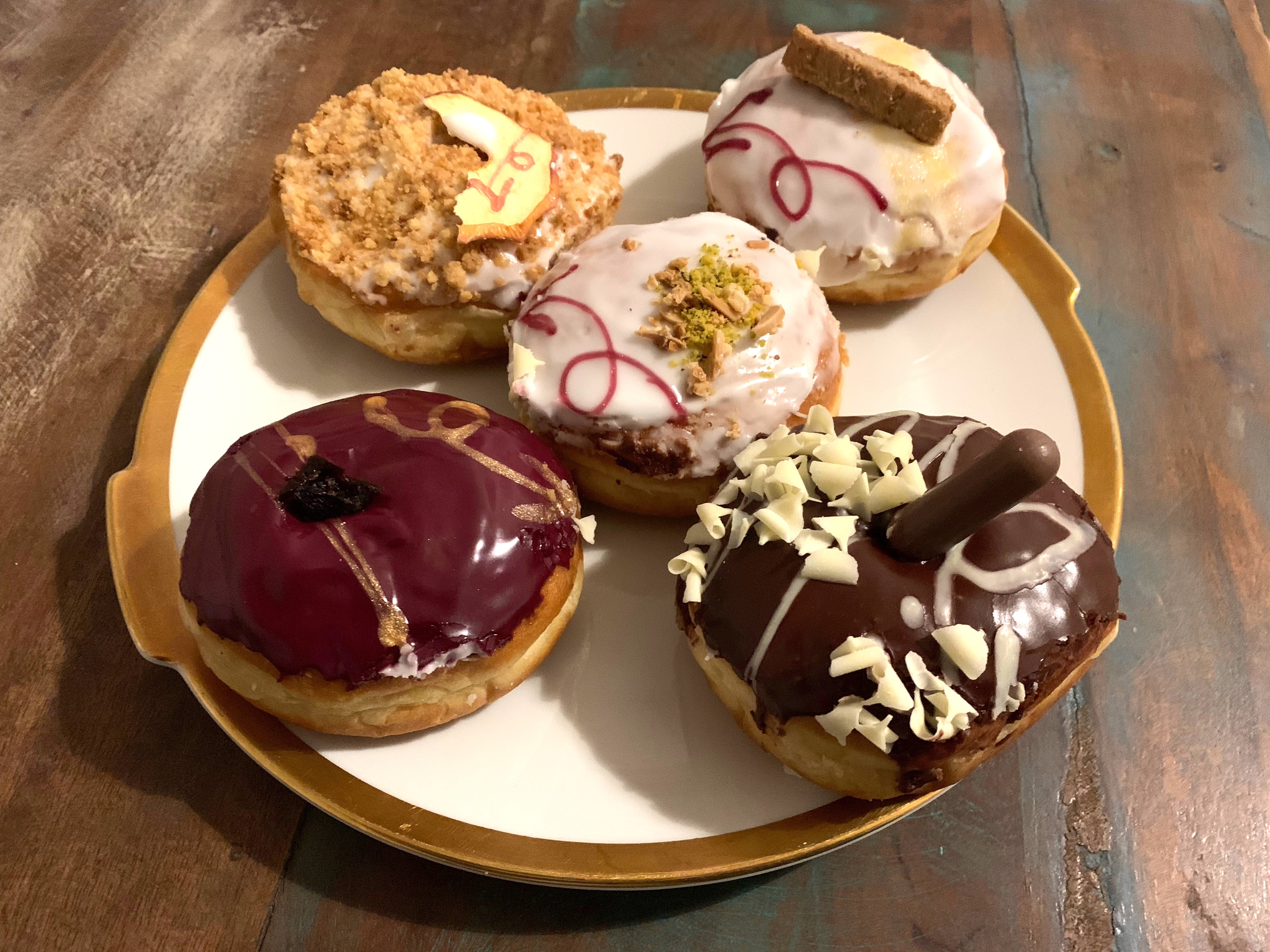
Berlinesas

- Rote Grütze, compota de frutos rojos del bosque. Se la suele acompañar con salsa de vainilla.
- Berlinesa (Berliner Pfannkuchen), pastelito de forma circular relleno de chocolates, mermeladas o diferentes tipos de licores.
- Pastel de queso
- Streuselkuchen

### Bebidas
- Berliner Weiße
- Fassbrause

## Literatura
- Bernhard Schambach: Köstliches aus der alten Berliner Küche. Gerichte mit Geschichte aus Berlin und der Mark Brandenburg. H.-P. Kock, Bielefeld 1987, ISBN 3-921991-08-0. Contiene abundantes ilustraciones y numerosas explicaciones acerca de su elaboración.
- Klaus-Jürgen Boldt: Berliner und Brandenburger Hausküche. Buchverlag für die Frau, Leipzig 1999, ISBN 3-932720-85-7
- Wolf Thieme, Siegfried Rockendorf: Berlin kocht. Verlag Wolfgang Hölker, Münster 2000 , ISBN 3-88117-540-7

- Datos: Q821615
- Multimedia: Cuisine of Berlin / Q821615